# أنارى (الوسطيين)
أنارى هو دُوَّار يقع بجماعة بني بوزرة، إقليم شفشاون، جهة طنجة تطوان الحسيمة في المملكة المغربية. ينتمي الدوّار لمشيخة الوسطيين التي تضم 4 دواوير. يقدر عدد سكانه بـ 540 نسمة حسب الإحصاء الرسمي للسكان والسكنى لسنة 2004.

## روابط خارجية
- البوابة الوطنية للجماعات الترابية
- المندوبية السامية للتخطيط